# Todor Jivkov
Todor Hristov Jivkov (em búlgaro Toдор Xpиcтoв Живков) GColIH (Pravec, 7 de setembro de 1911 — Sófia, 5 de agosto de 1998) foi o líder comunista que governou a Bulgária de 4 de março de 1954 até 10 de novembro de 1989.
Durante a Segunda Guerra Mundial, Zhivkov participou no movimento de resistência da Bulgária no Exército Insurrecto de Libertação do Povo. Em 1943, esteve envolvido na organização do destacamento partidário de Chavdar no seu local de nascimento e arredores, tornando-se vice-comandante da área de operações de Sófia no Verão de 1944. Sob o seu domínio, muitos dos seus ex-combatentes com Chavdar iriam subir a posições de destaque nos assuntos búlgaros. Diz-se que coordenou movimentos partidários com os das unidades do exército pró-soviético durante a revolta de 9 de Setembro de 1944.
Seu bureau político era  muito parecido com o da Romênia de Nicolae Ceaușescu. Composto por 11 membros, seis eram seus parentes.
A 21 de Agosto de 1979 recebeu o Grande-Colar da Ordem do Infante D. Henrique de Portugal.
Tentou promover reformas parecidas com a Glasnost e Perestroika. Impediu os trabalhadores de organizarem manifestações. O golpe ao seu governo veio de dentro de seu próprio Bureau.